# Скюрер, Федде
Федде Скюрер (также Схюрер, фризское произн. [ˈfɛdə ˈskyːrər]; голландское произн. [ˈfɛdə ˈsxyːrər];, 25 июля 1898, Драхтен — 19 марта 1968, Херенвен) — голландский школьный учитель, журналист, борец за родной язык и политик, также один из известных поэтов, творивших на западно-фризском языке в 20 столетии.

## Жизнь и творчество
С 1904 Скюрер жил во фризской рыбацкой деревне Леммер и с раннего возраста работал плотником. Самостоятельно по вечерам он учился, чтобы стать школьным учителем, и в 1919 году его назначили преподавать в христианской начальной школе в Леммер. Его жена Виллемке «Вилли» де Фриза также работала в школе. Познакомились они раньше, когда он был еще учеником плотника, а она носила газету в мастерскую. Фэддэ и Вилли поженились 1 июля 1924 года
В 1930 году, из-за своей открытой пацифисткой позиции Скюрер потерял работу, ему пришлось переехать в Амстердам, где он был назначен на работу в государственную школу. Он считался талантливым оратором, его пацифистские и социалистические взгляды угрожали властям и на этот раз, что датская тайная служба завела на него досье.Скюрер присоединился к Христианско-Демократическому Союзу (ХДС), в 1935—1936 годах он был членом земельной ассамблеи Северная Голландия. Во время Второй мировой войны он участвовал в Датском сопротивлении в Амстердаме, в его доме временно укрывались разыскиваемые нацистами люди, прежде чем их могли переправить тайно из города.
После войны Скюрер вернулся во Фрисландию, где он жил Херенвене, и работал журналистом.
Как у большинства жителей Фрисландии, западно-фризский язык был его родным языком, и с ранних лет он пользовался им.. Когда при рассмотрении нескольких судебных дел во Фрисландии в 1950 и 1951 годах судья отказал обвиняемым говорить на фризском языке, Скюрер в газете Friese Koerier выразил протест. После этого его обвинили в клевете на судью, и он должен был явиться в суд в пятницу, 16 ноября 1951 года, в столице провинции Леуварден, вместе с другим журналистом, Цеббе де Йонг, которого обвиняли за то же правонарушение В тот день на площади Зайланд, перед Дворцом юстиции Леувардена, собралась большая толпа. Там были и сторонники Скюрера (среди них известные фризские писатели, как Дуви Таммнга, Анна Вадман и Ильза Ботес Фолкертсма), несколько фризских националистов, сторонники представления в СМИ фризского языка (которых не пустили в зал суда) и группа студентов с плакатами, также много народу с базара, которые пришли просто поглазеть, вскоре ситуация полностью вышла из-под контроля и начался бунт, названный позже Kneppelfreed («Пятница Дубинок», из-за использования полицией дубинок). Подобное не случалось в сонном голландском послевоенном обществе, и событие это вызвало гневные митинги протеста по всей Фрисландии.
Событие даже освещалось в зарубежной прессе, и обсуждалось в Tweede Kamer, нижней палате голландского парламента. В итоге, правительство страны из Гааги отправило во Фрисландию группу из трех министров для переговоров с руководителями фризской земли, которые в конечном итоге привели к изменениям в национальных законах (в 1955 и 1956): право фризам пользоваться родным языком в суде и придание фризскому языку в провинции Фрисландия официального статуса  Tweede rijkstaal "'(«второй национальный язык»).  Kneppelfreed  считается одной из самых важных вех в укреплении западно-фризского языка.
Скюрер потерял работу и должен был заплатить штраф. С 1956 по 1963 годы он состоял в голландском национальном парламенте от Голландской Лейбористской партии Продолжал творить и в поэзии.
Скюрер известен и как поэт, и как прозаик, его работы в прозе представлены в коллекции новелл Beam en Bast (1963), также после его смерти вышла из печати автобиография De Besleine Spegel (1969). Скюрер сочинил также две театральные пьесы (Симсон (1945, о библейском персонаже Самсоне), и Бонифациус (1954, о Сан-Бонифации).
Он активно работал и как переводчик, был ответственным редактором фризского текста Книги Эстер в новом фризском переводе Библии, в тот же период, в 1931 году перевёл и опубликовал на фризском языке сборник стихов Генрихом Гейне
Сердце Фэддэ Скюрера перестало биться в Херенвене в 1968 году,, он пережил свою жену и приёмного сына Андриеса.

## Библиография

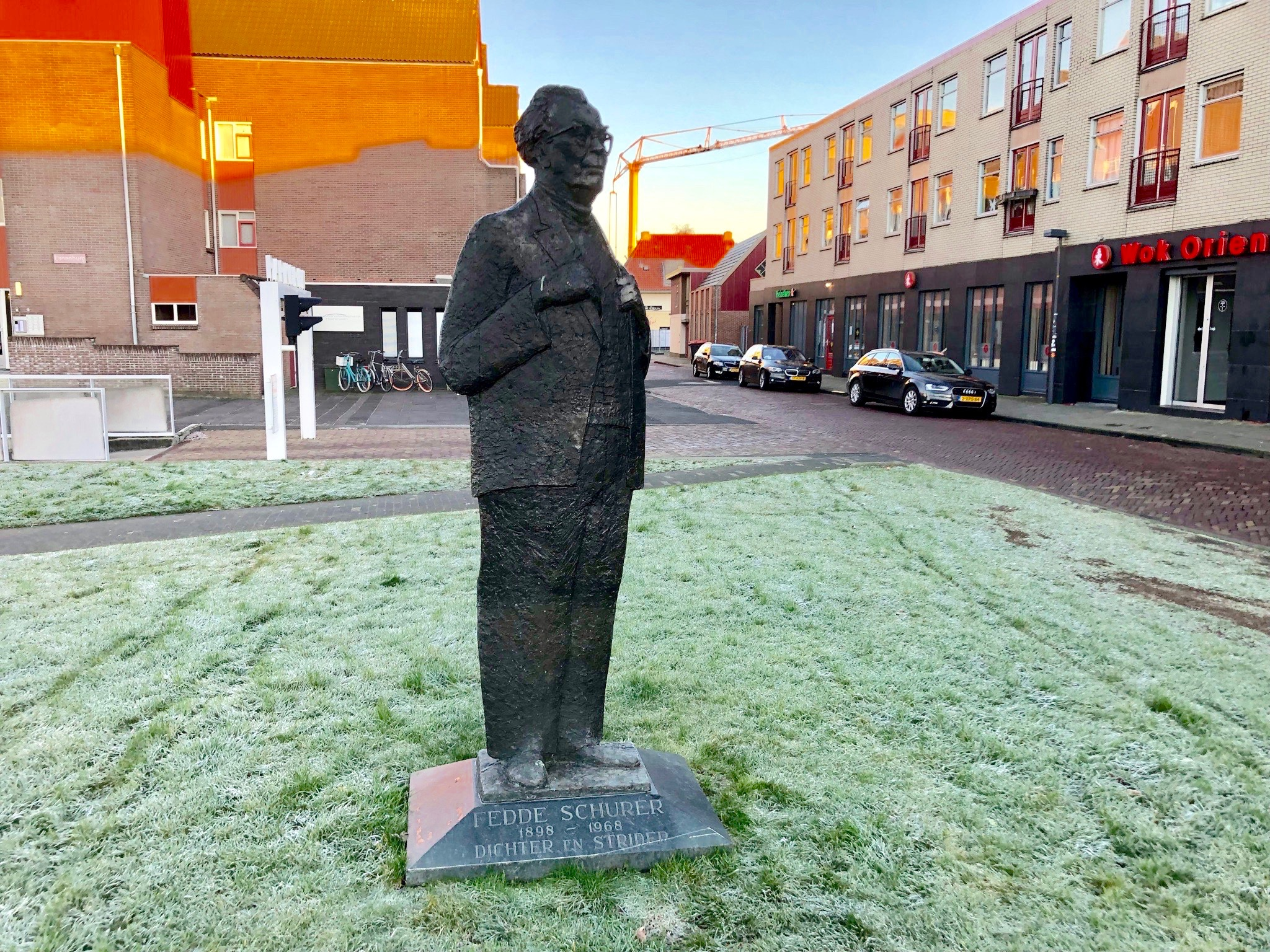
Памятник Фэддэ Скюрера в Херенвене.

### Поэзия
- 1925 — Fersen («Poems»)
- 1931 — Utflecht («First Flight»)
- 1936 — Op Alle Winen («On Every Wind»)
- 1940 — Fen Twa Wâllen («Not Choosing One over the Other»)
- 1947 — It Boek fan de Psalmen («The Book of Psalms» — not a translation)
- 1949 — Vox Humana
- 1955 — Frysk Psalm — en Gesangboek («Frisian Book of Psalms and Songs», rhymed version in Frisian of the Dutch liturgical songbook)
- 1955 — Fingerprinten («Fingerprints»)
- 1966 — Efter it Nijs («Behind the News»)
- 1966 — Opheind en Trochjown («Caught and Passed On»)
- 1966 — De Gitaer by it Boek, part 1 («The Guitar by the Book»)
- 1969 — De Gitaer by it Boek, part 2
- 1974 — Samle Fersen («Collected Poetry», republished in 1975)

### Проза
- 1963 — Beam en Bast («Tree and Bark», short story collection)
- 1963 — Brood op het Water («Bread on the Water», collection of Schurer’s editorials in the Friese Koerier newspaper, partly in Dutch)
- 1969 — De Besleine Spegel («The Blurred Mirror», unfinished autobiography, republished in 1998 and 2010)

### Драмы
- 1945 — Симсон («Samson», Biblical tragedy)
- 1954 — Бонифациус («Saint Boniface», historical tragedy)

### Переводы
- 1931 — Heinrich Heine: Oersettings út Syn Dichtwirk («Heinrich Heine: Translation from His Poetry»)
- 1966 — Book of Esther (translation for the New Frisian Bible Translation)